# Rauli Tsirekidze
Rauli Tsirekidze (en georgiano: რაულ ცირეკიძე, Kutaisi, URSS, 24 de mayo de 1987) es un deportista georgiano que compitió en halterofilia. Ganó una medalla de oro en el Campeonato Europeo de Halterofilia de 2012, en la categoría de 85 kg.

## Palmarés internacional
| Campeonato Europeo | Campeonato Europeo | Campeonato Europeo | Campeonato Europeo |
| Año                | Lugar              | Medalla            | Categoría          |
| ------------------ | ------------------ | ------------------ | ------------------ |
| 2012               | Antalya (Turquía)  | Medalla de oro     | 85 kg              |